# Lac du Verdon
Pour les articles homonymes, voir Verdon.

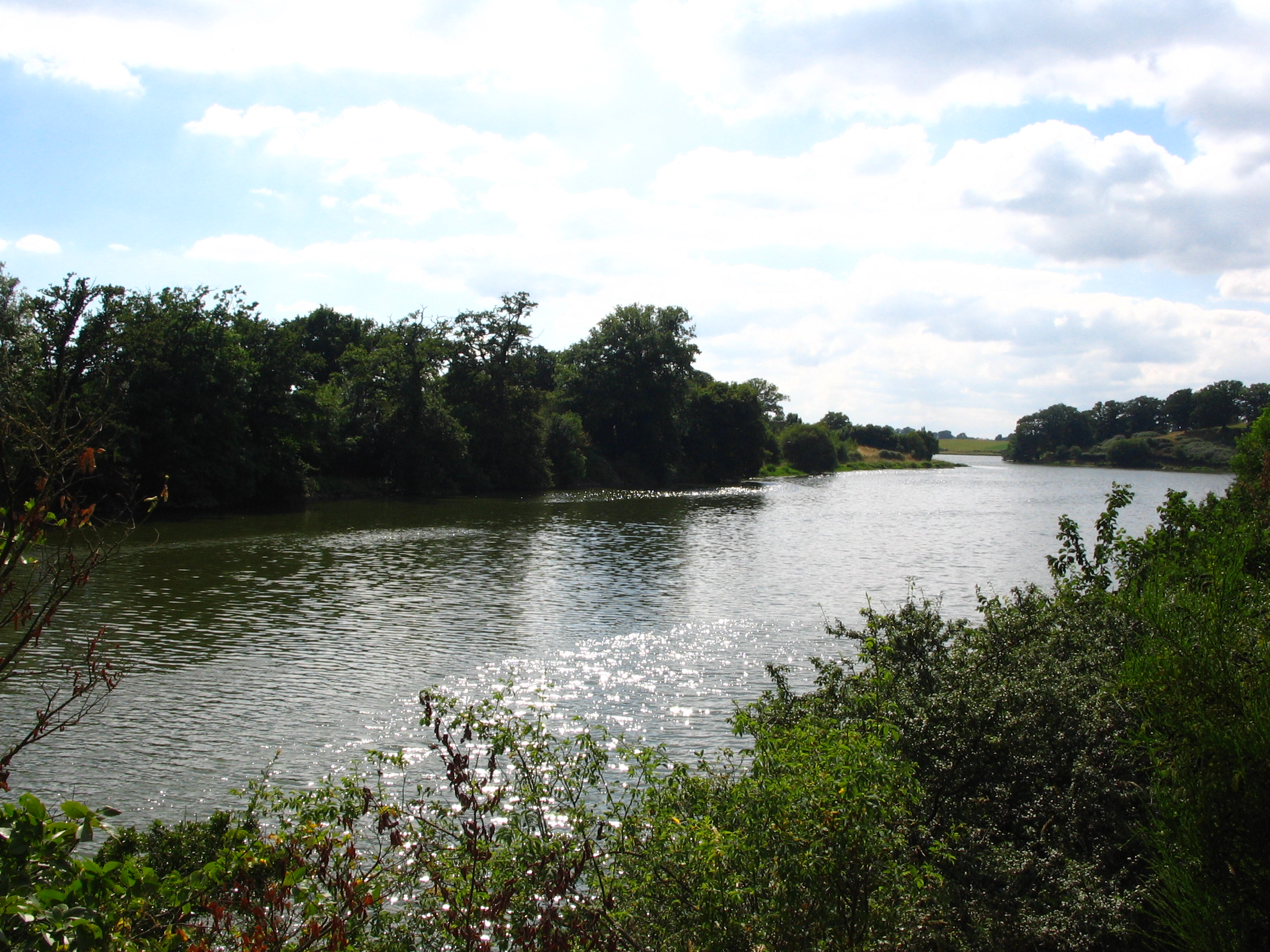
Le lac du Verdon et la rivière Moine.

Le lac du Verdon, situé à 6 km au sud-est de Cholet (Maine-et-Loire), est un lac de barrage formé par la retenue d'eau du barrage du Verdon. 

## Caractéristiques
Le lac artificiel du Verdon a une superficie de 238 ha, en grande partie alimenté par la rivière Moine, un affluent de la Sèvre nantaise et sous-affluent de la Loire. Le lac mesure 6 kilomètres de long. Le lac du Verdon s'étend sur les territoires des communes de Maulévrier, de La Tessoualle et de Saint-Pierre-des-Echaubrognes
Le bassin versant du lac au droit du barrage s’étend sur 7 300 ha. La profondeur atteint 4 mètres au niveau du barrage du Verdon.
Le lac du Verdon, tout comme le lac de Ribou situé à proximité de son flanc septentrional, fournit de l'eau potable aux 70 000 habitants de l'agglomération choletaise. Mis en eau en 1979, il revendique une capacité maximale de 14 millions de mètres cubes. Dans le cadre de l'inspection et de la surveillance des barrages intéressant la sécurité publique, une vidange de la retenue a lieu tous les 10 ans.
Malgré la modification du milieu, conjuguée avec l'importante fréquentation estivale, qui sont responsables au fil du temps d'un appauvrissement de la biodiversité, le lac du Verdon est classé zone naturelle d'intérêt écologique, faunistique et floristique sous le registre ZNIEFF 520005709. 
Le site du lac du Verdon est accessible toute l'année. On y pratique la pêche (carpes, gardons, brochets, sandres et perches), l'ornithologie ainsi que des randonnées pédestres et cyclistes autour du lac sur un parcours de 17 km. Des régates sont également organisées très souvent. Un arrêté préfectoral interdit néanmoins la chasse, la baignade, ainsi que toute circulation motorisée autour du lac.